# 上五島機場
上五島機場（日语：／ Kamigotō kūkō */?）位於長崎縣南松浦郡新上五島町。據日本空港整備法定為第三種機場，現已關閉。

## 航空公司與航點
目前無定期航班
東方空橋（ORC）曾經直航福岡機場和長崎機場。後因船運競爭，於2004年3月停飛福岡機場，2006年3月停飛長崎機場，一直至今。

## 外部連結
- 長崎縣的機場（日語）